# Dombrády Éva
Dombrády Éva, (asszonyneve Langer-Dombrády Éva Mária) (Eger, 1947. május 4. –) magyar manöken, modell, fotómodell, az Első Magyar Feltétel Nélküli Alapjövedelemért Egyesület (FNA Egyesület) alapítója (2011), titkára és koordinátora.

## Élete
Édesanyja német, szülei Németországban 1946-ban, a háború után házasodtak össze és jöttek Magyarországra. Édesapja középiskolai tanár volt. kettő testvére van, nővére Ursula, húga Krisztina. Esztergom-Kenyérmezőn laktak. Az esztergomi Dobó Katalin Gimnáziumban érettségizett 1966-ban, a politechnikai képzés folytán diplomas disznövény-és kertépítő szakmunkás is lett. Óvodában dolgozott, közben megtanulta a gépírást igy a helyi Felsőfokú Bánya-és Vegyigépészeti Technikum tanszékein dolgozott, mint gépírónő.
1968/69-ben bekerült az Esztergomi Megyei Bíróságra és a polgári ügyek bírói mellett dolgozott, utazott a megyében tárgyalásokra.
Egy ismerős hölgy, aki a Hungarocoop protokoll főnöke volt, ajánlatára jelentkezett az OKISZ Labornál manökennek.
A bemutatók mellett több osztályon is dolgozott teljes munkakörben  (Műszaki Osztály,
Kereskedelmi Osztály, majd a 2 éves Reklám Propaganda Iskola elvégzése után a Sajtó Osztály, majd a Művészeti Osztályra  (itt már csak 4 órás munkaidőben dolgozott).
Mellette mutatott be bel- és külföldön úgy az OKISZ Labornak, mint más divatcégeknek, divat házaknak, mint például a Budapest és a Rotschild Szalonnak (Rotschild Klára), ami később Clara Szalon nevet kapta. Képviselte Magyarországot Jugoszláviától Kuvaitig, magyar modelleket mutatott be.
Fotómodellként címlapokon és az újságok belső oldalain szerepelt rendszeresen, például a Nők Lapja, Ez a Divat lapokban.
1975-ben Trogírban rendezték azt a nagyszabású, sokszínű  divatfesztivált, ahol például párizsi, moszkvai, londoni, malmői és mexikói kreációk mutatkoztak be. Itt Dombrády Éva, Lajkovits Ági is képviselte Magyarországot az OKISZ Labor ruháival. A divatfesztiválon más országok ruháit is bemutatták a manökenek,  Évát többek között a  török, mexikói, brazil, cseh, dán és japán tervezők  foglalkoztatták, de bemutatott a franciáknak is. Férfimanöken Boross Ferenc, a kiküldött tudósító pedig Lengyel Miklós (fotóművész) volt. aki képekben számolt be a fergeteges eseményről. Húsz ország több mint negyven divattervezője mutatta be kollekcióit Trogír főterén. 
Dombrády Éva 1969-76 között volt a keresett manökenek között .

## Fotósai voltak
többek között Szebeni András,   Nádor Ilona, Alex Ferenc, Eifert János, Bara István, Tóth József (Füles) , Lengyel Miklós (fotóművész), Vitályos József és Novotta Ferenc fotóművészek.

## Színésznőként
Szerepelt a Macskajáték című filmben – Giza lánykorában szerepében – 1972-ben, Makk Károly rendezésében, az operatőr Tóth János volt.
Amikor Németországban élt, Münchenben 1988-ban megalapította a First Munich Ladies Club nevű klubot, amit 1999-ig vezetett. 
Müncheni tartózkodása alatt saját kozmetika stúdiójában dolgozott, és a Berufsfachschule Kosmetik München-ben adott órákat egy éven át.
1999-től visszatért Magyarországra, ahol tagja lett a Deutscher Kulturkreis Budapestnek. Aktivitás és rászorultak támogatása a fő tevékenykedésük.
Több társnőjével felvállalták a hajléktalan és  rászoruló emberek étellel-itallal való ellátását heti egy alkalommal. 7 és fél éven keresztül folytatták ezt a munkát. 
1976-1999 között több országban élt: Kuwait – Iran – Dubai – Egyiptom – Görögország – Németország.
Külföldi életútját végig kísérte a fotózás szeretete. Több alkalommal jelentek meg felvételei a Nők lapjában.
Dombrády Éva jelenleg is az Első Magyar Feltétel Nélküli Alapjövedelemért Egyesület (FNA Egyesület)  titkára és koordinátora (2020).
Két leánya van, Diana Alia Laura (1979) Lyonban él családjával, Christina Farah Lucia (1981) lánya pedig Münchenben.